# Pensées (Prokofiev)
Pour les articles homonymes, voir Pensée (homonymie).
Pensées opus 62 est un court cycle de trois pièces pour piano de Serge Prokofiev composé en 1933 et 1934.

## Analyse de l'œuvre
1. Adagio penseroso
2. Lento
3. Andante

## Source
- François-René Tranchefort (dir.), Guide de la musique de piano et de clavecin, Paris, Fayard, coll. « Les Indispensables de la musique », 1987, 870 p. (ISBN 2213016399), p. 581.